# أنطونيو سميث
أنطونيو سميث (بالإنجليزية: Antonio Smith)‏ هو لاعب كرة قدم أمريكية أمريكي، ولد في 21 أكتوبر 1981 في أوكلاهوما سيتي في الولايات المتحدة.

## وصلات خارجية
- أنطونيو سميث على موقع مرجع كرة القدم المحترفة.كوم (الإنجليزية)